# Provincie Brindisi
Brindisi (Provincia di Brindisi) je italská provincie v oblasti Apulie. Sousedí na západě s provincií Bari, na jihu s provincií Taranto a na jihovýchodě s provincií Lecce.

## Okolní provincie
| Růžice kompasu | Bari               |  |       | Růžice kompasu |
| Růžice kompasu | Sever              |  |       | Růžice kompasu |
| Růžice kompasu | Provincie Brindisi |  |       | Růžice kompasu |
| Růžice kompasu | Jih                |  |       | Růžice kompasu |
| Růžice kompasu | Taranto            |  | Lecce | Růžice kompasu |